# 1911.
◄ | 19. stoljeće | 20. stoljeće | 21. stoljeće | ►
◄ | 1880-ih | 1890-ih | 1900-ih | 1910-ih | 1920-ih | 1930-ih | 1940-ih | ►
◄◄ | ◄ | 1908. | 1909. | 1910. | 1911. | 1912. | 1913. | 1914. | ► | ►►
Arhitektura • Astronomija • Biologija • Film • Fotografija • Glazba • Kazalište • Kemija • Kiparstvo • Knjige • Književnost • Kršćanstvo • Meteorologija • Medicina • Planinarstvo • Politika • Pravo • Promet • Slikarstvo • Strip • Šport • Televizija • Znanost • Zrakoplovstvo • Željeznički promet

## Događaji
- Osnivanje Der Blaue Reiter u Münchenu.
- 13. veljače – osnovan HNK Hajduk Split.
- 16. travnja – odigrana prva Hajdukova trening utakmica.
- 26. travnja – osnovan 1. hrvatski građanski športski klub Zagreb.
- 11. lipnja – Hajduk odigrao prvu utakmicu protiv nekog drugog kluba.
- 23. lipnja–1. srpnja – U Madridu održan XI. Međunarodni euharistijski kongres.
- 24. srpnja – Američki arheolog Hiram Bingham otkrio je sveti grad Inka Machu Picchu.
- 21. kolovoza – Dragutin Novak, prvi hrvatski pilot, pobjeđuje na Drugom avijatičarskom natjecanju u Budimpešti (održanom 20. i 21. kolovoza).
- 14. prosinca – Roald Amundsen i njegov tim su prvi ljudi na zemljinom južnom polu.
- Ernest Rutherford – otkriće vrlo male jezgre u atomu.
- S radom je započela pod imenom Centralna mljekara tvornica mliječnih proizvoda Belje a smještena je u Belom Manastiru.[1]

## Rođenja

### Siječanj – ožujak
- 16. siječnja – Zvonimir Kulundžić, hrvatski publicist, bibliolog i povjesničar († 1994.)
- 4. veljače – Antun Nalis, hrvatski filmski i tv-glumac († 2000.)
- 6. veljače – Ronald Reagan, 40. predsjednik SAD-a († 2004.)
- 15. veljače – Grigor Vitez, hrvatski pjesnik, dječji pisac, prevoditelj († 1966.)
- 3. ožujka – Jean Harlow, američka filmska glumica († 1937.)
- 26. ožujka – Tennessee Williams, američki književnik († 1983.)
- 26. ožujka – Bernard Katz, njemački biofizičar († 2003.)

### Travanj – lipanj
- 13. travnja – Ico Hitrec, hrvatski nogometaš († 1946.)
- 5. svibnja – Vojko Kiš, hrvatski pravnik, pijanist i glazbeni pedagog († 1999.)
- 15. svibnja – Max Frisch, švicarski književnik († 1991.)
- 9. lipnja – Maclyn McCarty, američki genetičar († 2005.)
- 24. lipnja – Ernesto Sabato, argentinski književnik († 2011.)
- 26. lipnja – Babe Didrikson Zaharias, američka atletičarka († 1956.)

### Srpanj- rujan
- 16. srpnja – Ginger Rogers, američka glumica († 1995.)
- 17. kolovoza – Ante Kaštelančić, hrvatski slikar († 1989.)
- 17. kolovoza – Mihail Botvinik, ruski šahist († 1995.)
- 9. rujna – Paul Goodman, američki pisac († 1972.)

### Listopad – prosinac
- 3. listopada – Vangelia Pandeva Dimitrova Gušterova "Baba Vanga", proročica († 1996.)
- 10. listopada – Clare Hollingworth, engleska ratna izvjestiteljica i publicistkinja († 2017.)
- 14. listopada – Ivo Kozarčanin, hrvatski književnik († 1941.)
- 23. listopada – Zvonko Lovrenčević, hrvatski etnolog († 1990.)
- 26. listopada – Mahalia Jackson, američka crnačka gospel pjevačica († 1972.)
- 20. studenoga – Radu Grigorovici, rumunjski fizičar, akademik († 2008.)
- 11. prosinca – Naguib Mahfouz, egipatski književnik, dobitnik Nobelove nagrade za književnost 1988. godine († 2006.)
- 16. prosinca – Dinko Foretić, hrvatski povjesničar († 1995.)
- 10. lipnja – Jakov Voltolini, hrvatski dirigent († 1964.)

## Smrti

### Siječanj – ožujak
- 7. ožujka – Antonio Fogazzaro, talijanski književnik (* 1842.)

### Travanj – lipanj
- 10. travnja – Mikalojus Konstantinas Čiurlionis, litvanski slikar i skladatelj (* 1875.)
- 18. svibnja – Gustav Mahler, austrijski skladatelj i dirigent (* 1860.)
- 18. lipnja – Franjo Kuhač, hrvatski etnomuzikolog i glazbeni povjesničar (* 1834.)
- 22. lipnja – Augustin Čengić, hrvatski pisac (* 1855.)

### Srpanj- rujan
- 17. rujna – Pjotr Stolipin, ruski političar (* 1862.)
- 26. rujna – Andrija Fijan, hrvatski glumac i redatelj (* 1851.)

### Listopad – prosinac
- 29. listopada – Joseph Pulitzer, američki novinar i publicist (* 1847.)

## Nobelova nagrada za 1911. godinu
- Fizika: Wilhelm Wien
- Kemija: Maria Skłodowska-Curie
- Fiziologija i medicina: Allvar Gullstrand
- Književnost: Maurice Maeterlinck
- Mir: Tobias Asser i Alfred Hermann Fried

## Vanjske poveznice
|  | Zajednički poslužitelj ima još gradiva o temi 1911. |